# Béchara Abou Mrad
Béchara Abou Mrad (Zahlé, 19 mai 1853 - Sidon, 22 février 1930) est un religieux grec-catholique melkite de l'ordre basilien du Très Saint Sauveur reconnu vénérable par l'Église catholique.

## Biographie
Il naît le 19 mai 1853 à Zahlé (Liban), il est baptisé avec sous le nom de Selim Jabbour Abou-Mourad.
Il entre dans l'ordre basilien du Très Saint Sauveur le 5 septembre 1874 et prend le nom de Béchara, nom qui signifie bonne nouvelle. Il prononce ses vœux religieux le 4 novembre 1876 ; il est ordonné diacre le 26 mars 1882 puis ordonné prêtre le 26 décembre 1883 dans la chapelle du séminaire du Saint Sauveur, par Mgr Basilios Hajjar, évêque de Sidon.
Il commence à œuvrer comme confesseur et directeur spirituel au séminaire des pères salvatoriens mais à partir du 8 novembre 1891, il se consacre aux missions paroissiales dans le district de Deir-el-Qamar dans le Mont-Liban. En 1922, il est nommé prêtre à la cathédrale de Sidon.
D'après ses paroissiens, le père Béchara prie toujours les bras levés dans une attitude fervente ; on le trouve constamment dans l'église, à genoux devant l'autel, en train de réciter des hymnes à la Vierge Marie. Il passe également beaucoup de temps à confesser et à faire pénitence comme le curé d'Ars. Il décède le 22 février 1930 ; son corps repose dans l'église du Saint Sauveur. Benoît XVI le déclare vénérable le 11 décembre 2010. 